# Danielle Collinsová
Danielle Rose Collinsová (nepřechýleně Collins, * 13. prosince 1993 St. Petersburg, Florida) je americká profesionální tenistka. Ve své dosavadní kariéře na okruhu WTA Tour vyhrála čtyři turnaje ve dvouhře včetně Miami Open 2024 z kategorie WTA 1000. K nim přidala jeden titul ve čtyřhře. V sérii WTA 125 vybojovala jednu singlovou trofej. V rámci okruhu ITF získala čtyři tituly ve dvouhře.
Na žebříčku WTA byla ve dvouhře nejvýše klasifikována v červenci 2022 na 7. místě a ve čtyřhře v březnu 2020 na 86. místě. Trénuje ji Jared Jacobs. Dříve tuto roli plnili Pat Harrison a Chip Brooks.
Na nejvyšší grandslamové úrovni si zahrála finále Australian Open 2022, z něhož odešla poražena od světové jedničky Ashleigh Bartyové. V rozhodující sadě druhého kola Australian Open 2024 nevyužila výhodu dvou prolomených podání proti světové jedničce Świątekové.
V americkém týmu Billie Jean King Cupu debutovala v roce 2019 čtvrtfinálem Světové skupiny proti Austrálii, v němž vyhrála dvouhru nad Gavrilovovou a v páru s Melicharovou prohrála čtyřhru. Australanky zvítězily 3:2 na zápasy. Roli jedničky již plnila v pražském finále Fed Cupu 2018 proti České republice, z něhož odešly Američanky poraženy 0:3 na zápasy. Do listopadu 2024 v soutěži nastoupila k osmi mezistátním utkáním s bilancí 7–1 ve dvouhře a 0–2 ve čtyřhře.
Spojené státy americké reprezentovala na Letních olympijských hrách 2024 v Paříži. Ve třetí sadě čtvrtfinále dvouhry skrečovala jako devátá hráčka žebříčku světové jedničce Ize Świątekové pro zranění břišního svalu. Odehrály tak jeden ze dvou zápasů olympijského turnaje mezi členkami první světové desítky. Do čtyřhry nastoupila s Desirae Krawczykovou. Ve druhém kole však podlehly dvojčatům Ljudmile a Nadije Kičenokovým.

## Tenisová kariéra
Během vysokoškolského studia reprezentovala Virginskou univerzitu. V letech 2014 a 2016 vyhrála dvouhru na celostátním univerzitním mistrovství NCAA. Vysokou školu absolvovala roku 2016 v oboru mediální studia, kdy byla nejvýše postavenou tenistkou na americkém univerzitním žebříčku.
V rámci hlavních soutěží událostí okruhu ITF debutovala v lednu 2009, když na turnaj ve floridském Lutzu s dotací 25 tisíc dolarů obdržela divokou kartu. V úvodním kole uhrála na krajanku Kimblerly Coutsovou jen tři gamy. Premiérový singlový titul v této úrovni tenisu vybojovala během října 2011 na turnaji ve Williamsburgu s rozpočtem deset tisíc dolarů. Ve finále přehrála Rusku Niku Kucharčukovou. V kvalifikaci singlu okruhu WTA Tour debutovala na Monterrey Open 2017. Na úvod skrečovala krajance Jamie Loebové.

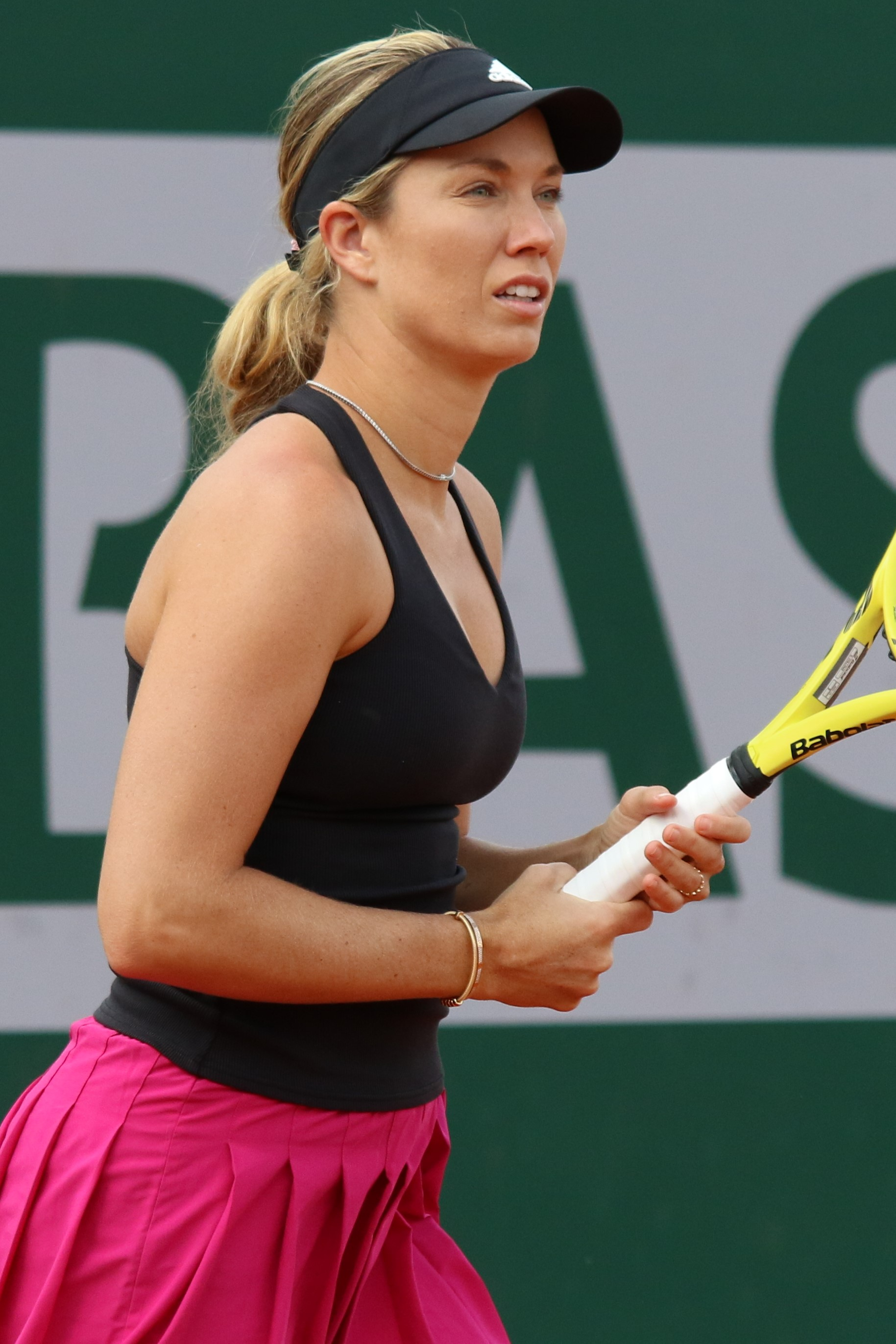
Na French Open 2022 dohrála ve 2. kole

Debut v hlavní soutěži nejvyšší grandslamové kategorie přišel v  ženském singlu US Open 2014 po obdržení divoké karty. V úvodním kole ji vyřadila druhá nasazená Rumunka Simona Halepová po třísetovém průběhu. Ve třetím kole kvalifikace Australian Open 2018 ji za 45 minut deklasovala pozdější osmifinalistka dvouhry Denisa Allertová, když na ni uhrála jediný game. Na turnaj série WTA 125 v Newport Beach, konaný v rámci americké šňůry Oracle Challenger Series, obdržela divokou kartu. První titul získala po třísetové finálové výhře nad Ruskou Sofjí Žukovou. Bodový zisk ji posunul na 120. místo žebříčku.
Další částí Oracle Challenger Series se stal únorový challenger Indian Wells 2018, kde si postupem do čtvrtfinále zajistila divokou kartu na velkou březnovou událost BNP Paribas Open 2018 z kategorie Premier Mandatory v Indian Wells. První zápas v hlavní soutěži WTA Tour vyhrála nad krajankou Taylor Townsendovou, aby si ve druhé fázi poradila se světovou čtrnáctkou Madison Keysovou po dvousetovém průběhu. Následně zopakovala lednové vítězství nad Žukovou a v osmifinále ji přehrála španělská turnajová sedmadvacítka Carla Suárezová Navarrová. Body ji poprvé v kariéře posunuly do elitní světové stovky žebříčku WTA, když 19. března 2018 figurovala na 93. místě.
Do hlavní soutěže navazujícího Miami Open 2018 postoupila z kvalifikace. Na úvod dvouhry hladce vyřadila rumunskou 37. ženu klasifikace Irinu-Camelii Beguovou, která na ni uhrála jen dva gamy. V dalších kolech na její raketě skončily Chorvatka Donna Vekićová, šestnáctá nasazená krajanka Coco Vandewegheová, portorická olympijská vítězka Mónica Puigová a osmá ve světovém pořadí Venus Williamsová, čímž poprvé v kariéře porazila tenistku z elitní světové desítky. Stala se tak vůbec prvním kvalifikantem v semifinále Miami Masters, turnaji založeném roku 1985. Recept nenašla až na lotyšskou světovou pětku Jeļenu Ostapenkovou, když nevyužila setbol v úvodní sadě. Bodový zisk ji posunul na nové kariérní maximum, 53. místo.

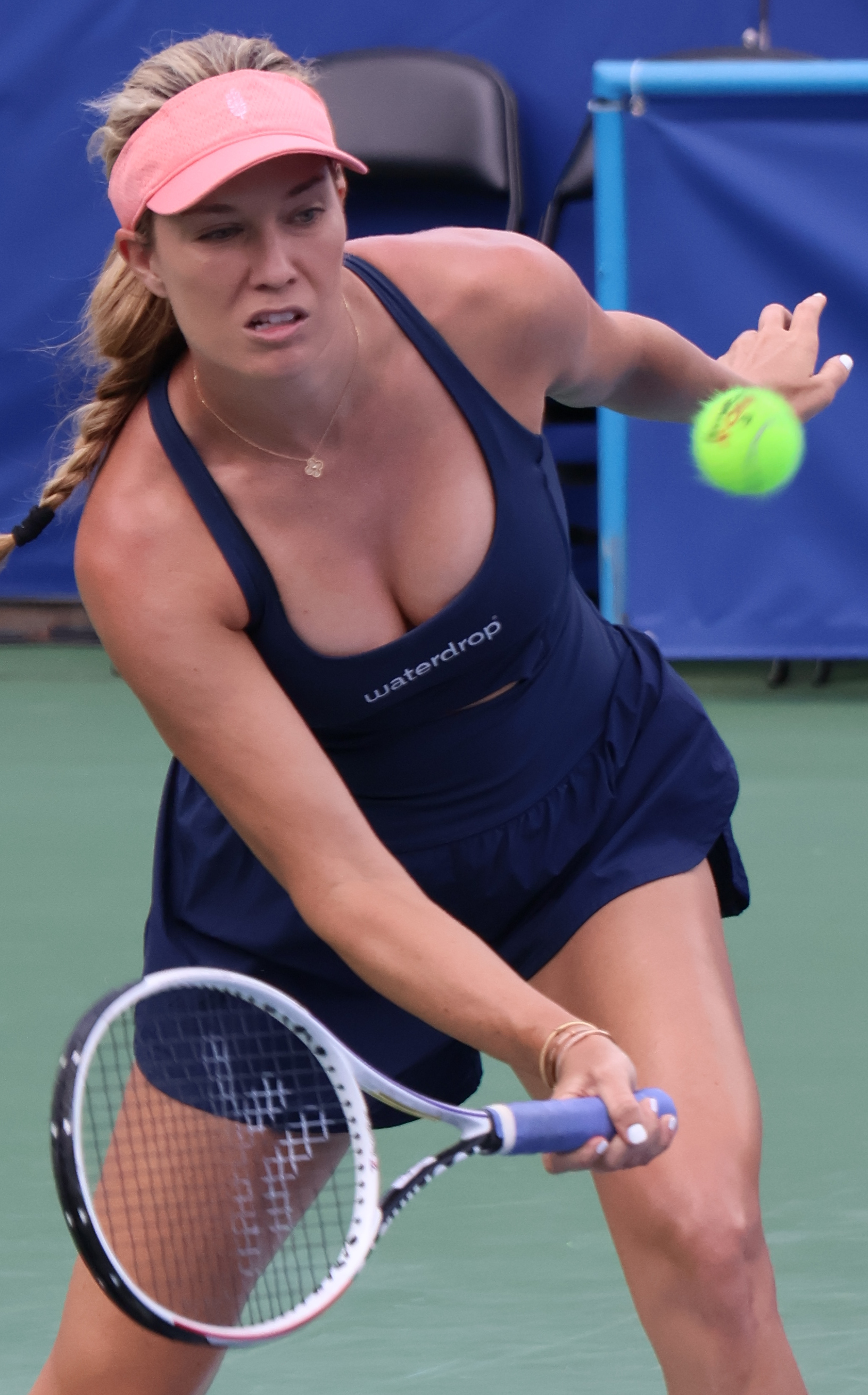
Volej na Washington Open 2023

První účast v hlavních soutěžích kalendáře WTA Tour v Austrálii proměnila v premiérové semifinále grandslamu, do něhož prošla na Australian Open 2019. Jako třicátá pátá hráčka žebříčku na úvod vyřadila světovou čtrnáctku Julii Görgesovou, když otočila průběh až v tiebreaku druhého setu po ztrátě úvodní sady. Ve třetí fázi na ni uhrála jen pět her devatenáctá nasazená Francouzka Caroline Garciaová. V osmifinále deklasovala světovou dvojku Angelique Kerberovou, jíž dovolila získat dva gamy. Po třísetové výhře nad Ruskou Anastasijí Pavljučenkovovou skončila její cesta v semifinále. V něm nenašla recept na světovou šestku Petru Kvitovou. Jednalo se o reprízu tříhodinového utkání z lednového Brisbane International 2019, které také prohrála. Za více než hodinu hry se úvodní dějství rozhodlo v tiebreaku, v němž favorizovaná česká hráčka vyhrála poměrem míčů 7:2. Frustrovaná Collinsová na úvod druhé sady několikrát diskutovala o výrocích s hlavním rozhodčím Carlosem Ramosem. Po třech prolomených podáních jí Kvitová uštědřila „kanára“. Češka dokázala proměnit 4 z 10 brejkových příležitostí, Američanka pouze jednu.
Po vyřazení ve druhé fázi Australian Open 2024 se světovou jedničkou Igou Świątekovou oznámila, že sezóna 2024 bude její poslední v profesionální kariéře, když plánovala založit rodinu. V říjnu 2024 rozhodnutí korigovala. Vzhledem k problémům s plodností a diagnostikované endometrióze uvedla, že konec sportovní dráhy odložila. Na březnovém Miami Open 2024 získala třetí kariérní titul na okruhu WTA Tour a první v kategorii WTA 1000. V rámci statistik kategorie, počítaných od roku 2009, se stala první hráčkou, která na cestě do finále porazila šest soupeřek mimo elitní světovou desítku. V ročníku ztratila jen úvodní set prvního kola s krajankou Bernardou Peraovou, a dalších čtrnáct vyhrála. Do finále prošla přes Caroline Garciaovou a Jekatěrinu Alexandrovovou, s nimiž přišla vždy o pět her. V závěrečném utkání turnaje zdolala popáté v kariéře členku první světové pětky, čtvrtou v pořadí Jelenu Rybakinovou z Kazachstánu. Z pozice 53. hráčky žebříčku se stala nejníže postavenou i druhou nenasazenou šampionkou Miami Open od jeho založení v roce 1985. Ve 30 letech a 108 dnech představovala druhou nejstarší držitelku prvního titulu v úrovni WTA 1000 a třetí debutovou vítězku starší 30 let v Miami. Ve dvouhře kategorie WTA 1000 byla 45. vítězkou a 69. finalistkou. Po skončení se vrátila do světové třicítky, na 22. místo.
V týdnu po miamském triumfu vybojovala druhou trofej v řadě, když ovládla dubnový Credit One Charleston Open 2024 na zelené antuce. Ve druhém kole vyřadila obhájkyni a světovou šestku Ons Džabúrovou. Do finále pak postoupila přes krajanku Stephensovou, Belgičanku Mertensovou a sedmou hráčku žebříčku Sakkariovou. V závěrečném duelu hladce zdolala čtvrtou nasazenou Darju Kasatkinovou, která získala jen tři gamy. Čtvrtým kariérním titulem z dvouhry WTA se po Grafové (1987), Hingisové (1997) a Sereně Williamsové (2008 a 2013) stala čtvrtou hráčkou, která ovládla turnaje v Miami a Charlestonu během kalendářního roku. Z Charlestonu odjížděla jako čtvrtá nenasazená šampionka a s 13zápasovou neporazitelností. Tím o jednu výhru překonala svou nejdelší sérii z léta 2021, kdy získala první dva tituly. V rámci probíhající šňůry prohrála jedinou sadu s Džabúrovou, při celkovém poměru setů 26–1. Po skončení se poprvé od ledna 2023 vrátila do Top 20, na 15. místo. Ještě na začátku února 2024 přitom figurovala až na 71. pozici. Patnáctizápasová neporazitelnost skončila v osmifinále Mutua Madrid Open 2024, do něhož postoupila přes Danilovićovou a Cristianovou. Mezi poslední osmičku ji nepustila světová dvojka a obhájkyně Aryna Sabalenková, ačkoli získala úvodní set. Na antukovém Internationaux de Strasbourg 2024, poprvé konaném v úrovni WTA 500, prošla do finále přes Ukrajinku Anhelinu Kalininovou. V něm uhrála pouze tři gamy na krajanku Madison Keysovou. Z předchozích 25 utkaní nezvládla teprve třetí zápas. V následném vydání žebříčku z 27. května 2024 se poprvé od srpna 2022 vrátila do elitní světové desítky, jíž uzavírala.

## Finále na Grand Slamu

### Ženská dvouhra: 1 (0–1)
| Stav       | rok  | turnaj          | povrch | soupeřka ve finále | výsledek      |
| ---------- | ---- | --------------- | ------ | ------------------ | ------------- |
| Finalistka | 2022 | Australian Open | tvrdý  | Ashleigh Bartyová  | 3–6, 6–7(2–7) |

## Finále na okruhu WTA Tour
| Legenda                  |
| ------------------------ |
| D – dvouhra; Č – čtyřhra |
| Grand Slam (0–1 D)       |
| Turnaj mistryň (0)       |
| WTA 1000 (1–0 D)         |
| WTA 500 (2–1 D, 1–1 Č)   |
| WTA 250 (1–0 D)          |

### Dvouhra: 6 (4–2)
| Stav       | č. | datum             | turnaj                                | katagorie  | povrch     | soupeřka ve finále     | výsledek             |
| ---------- | -- | ----------------- | ------------------------------------- | ---------- | ---------- | ---------------------- | -------------------- |
| Vítězka    | 1. | 25. července 2021 | Palermo, Itálie                       | WTA 250    | antuka     | Elena-Gabriela Ruseová | 6–4, 6–2             |
| Vítězka    | 2. | 8. srpna 2021     | San José, Spojené státy               | WTA 500    | tvrdý      | Darja Kasatkinová      | 6–3, 6–7(10–12), 6–1 |
| Finalistka | 1. | 29. ledna 2022    | Australian Open, Melbourne, Austrálie | Grand Slam | tvrdý      | Ashleigh Bartyová      | 3–6, 6–7(2–7)        |
| Vítězka    | 3. | 30. března 2024   | Miami, Spojené státy                  | WTA 1000   | tvrdý      | Jelena Rybakinová      | 7–5, 6–3             |
| Vítězka    | 4. | 7. března 2024    | Charleston, Spojené státy             | WTA 500    | antuka (z) | Darja Kasatkinová      | 6–2, 6–1             |
| Finalistka | 2. | 25. května 2024   | Štrasburk, Francie                    | WTA 500    | antuka     | Madison Keysová        | 1–6, 2–6             |

### Čtyřhra: 2 (1–1)
| Stav       | č. | datum         | turnaj                    | kategorie | povrch     | spoluhráčka         | soupeřky ve finále                    | výsledek          |
| ---------- | -- | ------------- | ------------------------- | --------- | ---------- | ------------------- | ------------------------------------- | ----------------- |
| Vítězka    | 1. | 9. dubna 2023 | Charleston, Spojené státy | WTA 500   | antuka (z) | Desirae Krawczyková | Giuliana Olmosová Ena Šibaharaová     | 0–6, 6–4, [14–12] |
| Finalistka | 1. | 16. září 2023 | San Diego, Spojené státy  | WTA 500   | tvrdý      | Coco Vandewegheová  | Barbora Krejčíková Kateřina Siniaková | 1–6, 4–6          |

## Finále série WTA 125

### Dvouhra: 1 (1–0)
| Legenda       |
| ------------- |
| WTA 125 (1–0) |

| Stav    | č. | datum          | turnaj                       | povrch | soupeřka ve finále | výsledek      |
| ------- | -- | -------------- | ---------------------------- | ------ | ------------------ | ------------- |
| Vítězka | 1. | 28. ledna 2018 | Newport Beach, Spojené státy | tvrdý  | Sofja Žuková       | 2–6, 6–4, 6–3 |

## Finále na okruhu ITF
| Dotace okruhu ITF |
| ----------------- |
| Turnaje 80 000 $  |
| Turnaje 60 000 $  |
| Turnaje 25 000 $  |
| Turnaje 10 000 $  |

### Dvouhra: 8 (4–4)
| Stav       | č. | datum              | turnaj                       | kategorie | povrch | soupeřka ve finále   | výsledek      |
| ---------- | -- | ------------------ | ---------------------------- | --------- | ------ | -------------------- | ------------- |
| Vítězka    | 1. | 9. října 2011      | Williamsburg, Spojené státy  | 10 000    | antuka | Nika Kucharčuková    | 6–1, 6–3      |
| Vítězka    | 2. | 2. října 2016      | Stillwater, Spojené státy    | 25 000    | tvrdý  | Caroline Dolehideová | 1–0skreč      |
| Finalistka | 1. | 30. října 2016     | Macon, Spojené státy         | 60 000    | tvrdý  | Kayla Dayová         | 1–6, 3–6      |
| Finalistka | 2. | 7. května 2017     | Charleston, Spojené státy    | 60 000    | antuka | Madison Brengleová   | 6–4, 2–6, 3–6 |
| Finalistka | 3. | 14. května 2017    | Naples, Spojené státy        | 25 000    | antuka | Claire Liuová        | 3–6, 1–6      |
| Vítězka    | 3. | 11. července 2017  | Bethany Beach, Spojené státy | 25 000    | antuka | Lauren Embreeová     | 6–1, 6–0      |
| Finalistka | 4. | 5. listopadu 2017  | Tyler, Spojené státy         | 80 000    | tvrdý  | Kristie Ahnová       | 4–6, 4–6      |
| Vítězka    | 4. | 19. listopadu 2017 | Norman, Spojené státy        | 25 000    | tvrdý  | Sachia Vickeryová    | 1–6, 6–3, 6–4 |

### Čtyřhra: 2 (0–2)
| Stav       | č. | datum           | turnaj                         | kategorie | povrch | spoluhráčka        | soupeřky ve finále                | výsledek      |
| ---------- | -- | --------------- | ------------------------------ | --------- | ------ | ------------------ | --------------------------------- | ------------- |
| Finalistka | 1. | 30. dubna 2017  | Charlottesville, Spojené státy | 60 000    | antuka | Madison Brengleová | Jovana Jakšićová Catalina Pellová | 4–6, 6–7(5–7) |
| Finalistka | 2. | 14. května 2017 | Naples, Spojené státy          | 25 000    | antuka | Taylor Townsendová | Emina Bektasová Sanaz Marandová   | 6–7(1–7), 1–6 |

## Finále soutěží družstev: 1 (0–1)

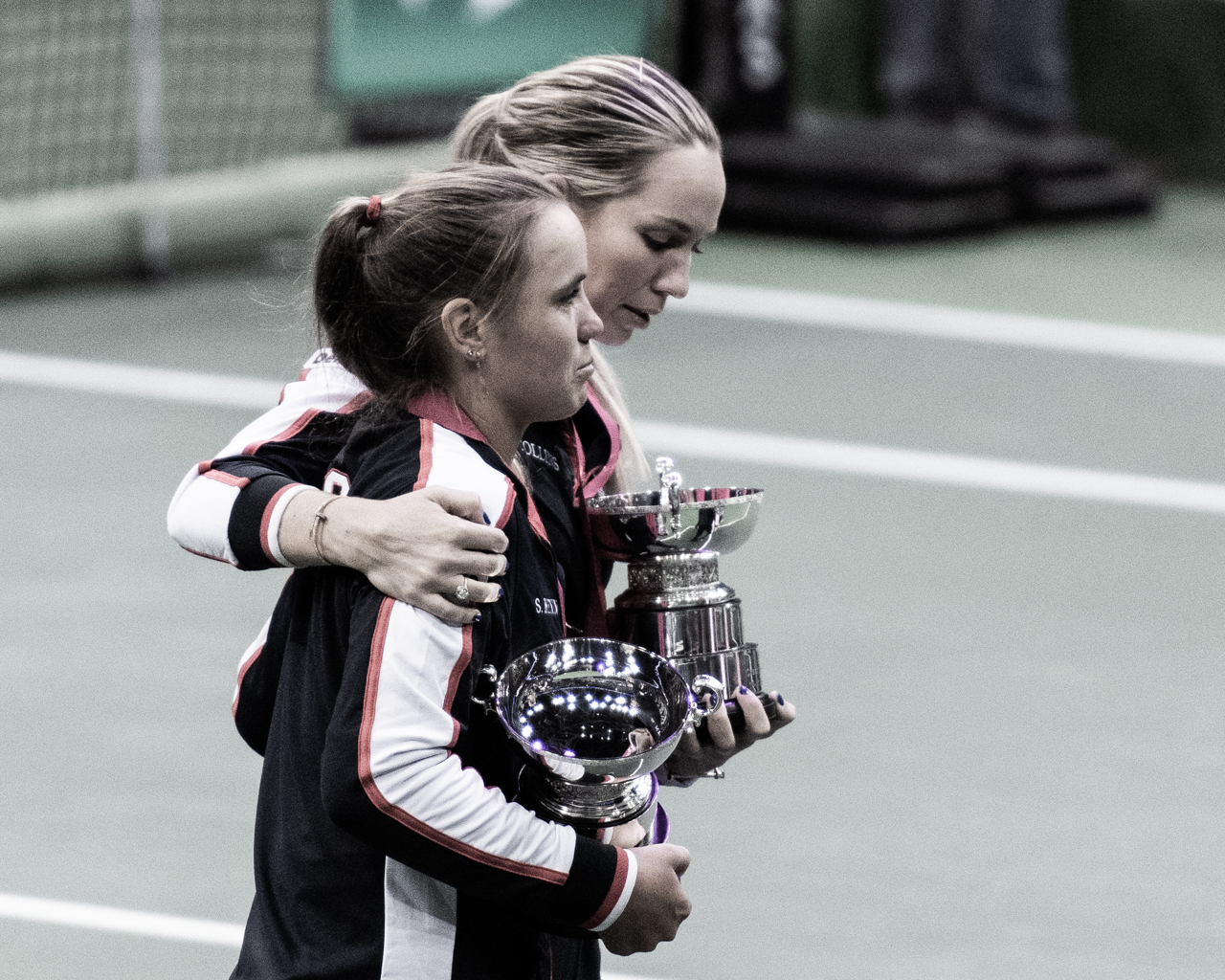
Zklamané Collinsová s Keninovou po porážce v pražském finále Fed Cupu 2018

| Výsledek   | č. | datum a místo konání                                             | spoluhráčky                                       | soupeřky                                                             | skóre        | zdroj  |
| ---------- | -- | ---------------------------------------------------------------- | ------------------------------------------------- | -------------------------------------------------------------------- | ------------ | ------ |
| Finalistka | 1. | Fed Cup 2018 10.–11. listopadu 2018 Praha, Česko tvrdý, O2 arena | Sofia Keninová Alison Riskeová Nicole Melicharová | Česko                                                                | 0–3 (detail) | [ 26 ] |
| Finalistka | 1. | Fed Cup 2018 10.–11. listopadu 2018 Praha, Česko tvrdý, O2 arena | Sofia Keninová Alison Riskeová Nicole Melicharová | Petra Kvitová Kateřina Siniaková Barbora Strýcová Barbora Krejčíková | 0–3 (detail) | [ 26 ] |